# Constellation (roman)
Pour les articles homonymes, voir Constellation (homonymie).
Constellation est un roman d'Adrien Bosc paru le 20 août 2014 aux éditions Stock. Ce premier roman reçoit le grand prix du roman de l'Académie française le 30 octobre 2014 et le prix littéraire de la vocation.

## Résumé
Le roman traite des victimes de l'accident du vol Paris-New-York d'Air France le 28 octobre 1949 aux Açores. Parmi ces quarante-huit victimes du Lockheed Constellation L7497946 immatriculé FBAZN, se trouvaient le boxeur Marcel Cerdan et la musicienne Ginette Neveu.

## Prix
Le roman d'Adrien Bosc a reçu les récompenses suivantes :
- le grand prix du roman de l'Académie française 2014 ;
- le prix littéraire de la vocation 2014 ;
- le prix Gironde Nouvelles Écritures 2014 ;
- le prix Paris Diderot - Esprits libres 2015.

## Éditions
- Éditions Stock, 2014, 193 p.  (ISBN 978-2234077317)